# Spiraserpula massiliensis
Spiraserpula massiliensis är en ringmaskart som först beskrevs av Zibrowius 1968.  Spiraserpula massiliensis ingår i släktet Spiraserpula och familjen Serpulidae. Inga underarter finns listade i Catalogue of Life.